# Hurufism
Hurufism (în azeră Hürufilik), este o sectă musulmană răspândită în Azerbaidjan și Orientul Mijlociu (sec. XIV - XV)
În 1386 majoritatea teritoriului Azerbaidjanului devine o provincie timuridă. Conform ordinului lui, în orașele ocupate se mobilizează cei mai faimoși meșteri, arhitecți, pictori, muzicieni, meșteșugari orășeni și erau trimiși la muncă silită în capitala imperiului - Samarkand. Tamerlan se gândise să-și facă o capitală perfectă și fiecare cartier din Samarkand, primise numele unui oraș mare din Orient. Tamerlan încerca să-și legitemeze faptele sale cu sprijinul clericilor musulmani, ceea ce determina în popor o ură profundă împotriva dominației timuride și un fenomen necunoscut până atunci, mișcarea hurufizilor, exprimarea ideologică a nemulțumirilor populare. Acest ordin eretico-filosofic se împotrivea atât puterii laice, cât și celei clericale. 
După opinia mai multor istorici hurufismul exprimă nemulțumirea meșteșugarilor orășeni exilați în străinatate, împotriva dominației și politicii cuceritoare timuride. Baku în acești ani a devenit centrul ideologic al hurufismului. Fondatorul ordinului era marele filosof și poet azer Fazlullah Naimi. În 1386, pentru prima dată și-a prezentat ideile în orașul Tebriz, capitala istorică a Azerbaidjanului. În mod energic el face propaganda noii ideologii și în curând secta se raspândește peste tot, în Azerbaidjanul întreg și în mai multe țări din Orientul Mijlociu și Asia Centrală. Naimi chiar a încercat să îl convertească și pe Tamerlan, dar eforturile lui eșuează. O mare parte din viață și-a petrecut-o în orașul Baku și în Azerbaidjan, unde a scris cele mai importante din operele sale cum ar fi 'Cavidanname' ('Cartea despre eternitate') și 'Vasiyyatname' ('Testamentul'). În afară de cele enumerate sunt cunoscute cărțile lui precum 'Mahabbatname' ('Cartea despre dragoste'), 'Artname' ('Cartea despre tron'), 'Isgendername' ('Cartea despre Alexandru'), 'Novmname' ('Cartea despre visuri'). Aceste cărți reprezintă bazele ideologice ale noului ordin. Un grup de susținatori ai lui Naimi creează la Baku o organizație clandestină, de unde se trimiteau propagandiști în diferite orașe din Orient, pentru răspândirea ideologiei hurufide.
'Hurufism' vine de la cuvântul 'huruf' (în arabă 'litere'). Hurufizii fetișizau pe 28 și 32 litere ale alfabetelor arabe și persano-azere văzând o legătură strânsă dintre liniile din fața omului cu literele arabe și afirmau că fără ele nu se poate conștientiza nici Dumnezeu, nici omul și nici lucrurile. Dar, de fapt esența filosofică și socială a hurufismului este mult mai bogată și însemnată. Pe scurt, putem să considerăm că hurufismul era una dintre cele mai serioase încercări de pătrundere a Renașterii în țările islamice. Hurufismul vedea în ființa umană о valoare supremă pe Pământ, purtătorul începutului spațial și Dumnezeiesc. Hurufismul de fapt, derivase din fundamentul ideologic al sufismului și aceste curente idealiste aveau multe elemente comune. După hurufizi literele alfabetului arab își ascundeau secretul lumii și Coranul Sfânt nu este decât imaginea Dumnezeului, primită de profetul Mahomed. Omul care conștientiza literele Coranului, având înțelepciunea Dumnezeiască legată de natură, el însuși putea să ajungă la gradul Lui. De aici vine formulă faimoasă a hurufizilor: 'An al-Haqq!' (în arabă 'Sunt adevărul!', dar și de asemenea 'Sunt Dumnezeu!'). Dogmele esențiale ale ordinului sunt afirmate în cartea 'Cavidanname' a lui Naimi, după moartea căruia mișcarea nu s-a stins. Hurufismul a jucat un rol însemnat impotriva jugului timurid și dogmelor ortodoxe ale islamului. Dacă vom elibera hurufismul panteist de acoperirea religioasă-idealistică, rămâne doar motivul său esențial alcătuit din umanismul și criticismul îndreptat asupra structurii feudalo-clericale și despotice a societății. Aceste elemente ale hurufismului se reflectă și ]n creațiile poeților clasici din timpul respectiv. 
Hurufismul era o întruchipare a sufismului. Sufismul fiind o mișcare veche și cunoscută, era împotriva ortodoxismului islamic, trimițând la filosofia grecească și își obținuse chiar anumite elemente din filosofia indiană, transformîndu-se deci într-o concepție idealistă, care a afectat toată viața publico-politică și cultura din Orientul Mijlociu. Fundamentul filosofic al sufismului este panteismul: Dumnezeul este cauză primă a creației lumii, este 'un duh absolut', iar lumea este emanația acestui duh. Omul poate tinde să se dizolve în natura lui Dumnezeu, dar pentru aceasta trebuie în primul rând să atingă desăvârșirea spirituală, ceea ce se obține doar prin iubire pură și înaltă. Astfel, plăsând centrul de greutate al conștientizării lumii în sferă emoțională, deconectându-l de la dogmele formalistice și stagnate, sufizii accentuau importanța concentrării la om a tot ceea ce este omenesc: dragoste, libertatea simțurilor, ură fața de banalitatea zilnică, bucurii obținute cu prețul abandonării libertății sufletești. În poezie, care avea o putere de influență extrem de fabuloasă asupra omului oriental medieval, a apărut o categorie specială de terminologii 'laice', ce simbolizau componentele ideologiei sufide. De exemplu, sufizii descriau și fetișizau pasiunea, frumusețea, vinul precum simboluri ale întăririi spirituale. Treptat, aceste simboluri și-au pierdut sensul unic sau a devenit mult mai elastice așa cum prin termenologia simbolică, poeții sufizi puteau să cosmetizeze ideile lor eretice față de clericali. Sufismul era o miscare impotriva inegalității sociale și a clericalilor, însă avea un caracter spontan și contradictoriu, criticând doar ascetismul.